# Sahel-Benin Unie

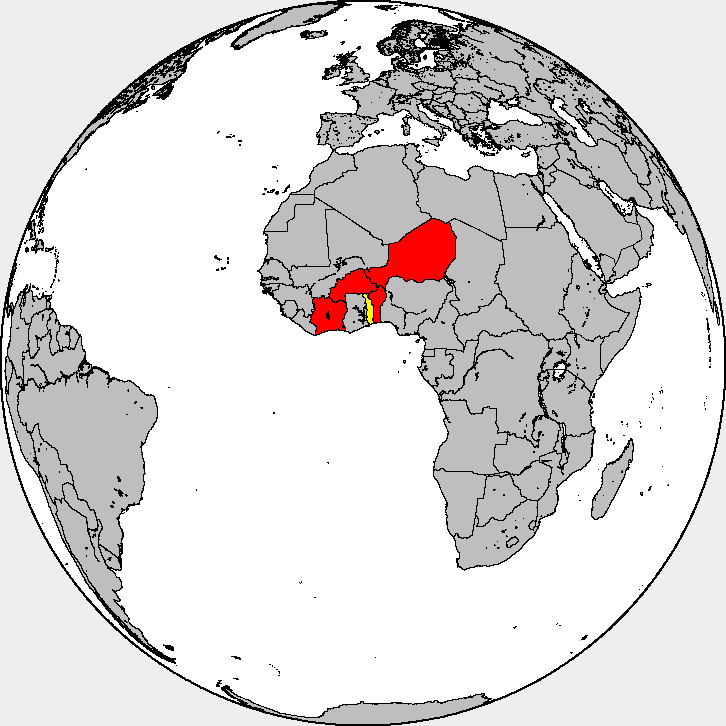
In het rood de landen van de Sahel-Benin Unie.

Sahel-Benin Unie was een kortstondige unie van vier voormalige Franse koloniën van Frans-West-Afrika, namelijk de vier republieken Opper-Volta (Burkina Faso), Niger, Dahomey (Benin) en Ivoorkust.
Deze unie ‘was de groepering die op de meest efficiënte manier werkte voor de zaak van de Afrikaanse eenheid. Deze unie [...] was voorzien van bescheiden maar functionele instellingen; een Raad met zetels in de staatshoofden, de ministers van Algemene Zaken en de voorzitters van de Nationale Assemblées [Assemblées Nationales]. Er werd een douane-unie opgericht en een zinkfonds. Er ontstond een politieke, economische en militaire coördinatie.". Niettemin duurde het slechts een korte tijd en werd het in mei 1959 veel bescheidener vervangen door de Conseil de l'Entente.